# XXVIII з'їзд КПРС
XXVIII з'їзд КПРС — останній з'їзд КПРС до її скасування у 1991, проводився в 1990, 2-13 липня.
Єдиний після Другої світової війни з'їзд, якому передувала партійна конференція (XIX конференція КПРС, 1988). Вперше обирали ЦК КПРС без кандидатів в члени, тільки з членів.
У зв'язку з внутрішніми розбіжностями з'їзду не вдалося утвердити Програму КПРС.
З'їзд виявив глибоку кризу в партії: хоча консерватори на з'їзді опинилися в меншості, проте прихильники реформ вже не хотіли асоціювати свою політику з КПРС. Прямо на з'їзді Б. М. Єльцин і деякі інші його однодумці вийшли з партії. Не зважаючи на формальну перемогу на з'їзді М. С. Горбачова (зокрема, на вперше введену посаду Заступника генерального секретаря ЦК КПРС був вибраний його прихильник В. А. Івашко), з цієї миті він починає втрачати важелі впливу в партії. Після З'їзду на пленумах ЦК КПРС неодноразово звучала різка критика в його адресу і навіть ставилося питання про його відставку. В той же час, ряд колишніх великих функціонерів КПРС (Е. А. Шеварднадзе, А. Н. Яковлєв) вже в 1991 почали створювати альтернативну партію. Процес перетворення республіканських компартій у фактично незалежні від КПРС партії почався ще раніше, з подій 1989 р. в Литві.
Після закінчення XXVIII з'їзду КПРС I пленум ЦК (13-14 липня 1990) вибрав Політбюро ЦК КПРС, теж вперше без кандидатів в члени. До Політбюро не увійшов жоден з колишніх членів, за винятком Горбачова та Івашко. Членами було вибрано 24 людини, 1926–1945 років народження. 19 з них залишалися членами Політбюро на момент скасування КПРС. Деякі члени ЦК КПРС (А. Гельман, С. Шаталін і ін.) вийшли з партії або були виключені з неї ще до формальної заборони КПРС в серпні 1991 р..
Ряд організацій, що оголосили себе наступниками КПРС, проводили згодом, вже після розпаду СРСР, «XXIX, XXX» і подальші з'їзди партії за своїми версіями, проте ці заходи не були визнані всіма комуністами.

### Члени ЦК КПРС
- Абалкін Леонід Іванович
- Аббасов Мірза Магеррам огли
- Абдукарімов Абдулхакім
- Абдуллаєв Джура Абдуллайович
- Абдурахманов Джурабай
- Абдурахманов Пулат Маджитович
- Абельгузіна Галіма Мунірівна
- Абобакіров Обіджон Олімович
- Абрамов Юрій Володимирович
- Авазов Файзалі Нуралійович
- Агаєв Руфат Агабаба огли
- Акаєв Аскар Акайович
- Александров Олександр Іванович
- Александров Сергій Валерійович
- Алієв Муху Гімбатович
- Алірзаєв Алірза Мустафа огли
- Амаглобелі Нодарі Сардіонович
- Андрієш Андрій Михайлович
- Аніпкін Олександр Михайлович
- Аніскін Віктор Васильович
- Аннус Лембіт Ельмарович
- Анспок Павло Петрович
- Ануфрієв Владислав Григорович
- Арутюнян Людмила Акопівна
- Асанбаєв Єрік Магзумович
- Аскаров Атакул
- Асланов Олег Кирилович
- Атаджанов Рузмет
- Атаєва Огульгерек
- Аубакіров Сапарбек Хамітович
- Афонін Веніамін Георгійович
- Ахмедова Хосіят
- Ачалов Владислав Олексійович
- Бабакулієв Дурдимурат
- Бабичев Володимир Степанович
- Багдасарян Вараздат Араратович
- Багров Микола Васильович
- Байкулов Іскандар
- Байрамкулова Зухра Абдурахманівна
- Бакатін Вадим Вікторович
- Бакланов Олег Дмитрович
- Бамбаєв Володимир Харцхайович
- Барчук Олексій Степанович
- Баталін Борис Сергійович
- Бейшекеєва Зайна
- Бердиєв Хакім Ешбайович
- Березін Анатолій Іванович
- Бессмертних Олександр Олександрович
- Бєлов Василь Іванович
- Біккенін Наїль Барійович
- Богданов Микола Миколайович
- Богданов Юрій Миколайович
- Боделан Руслан Борисович
- Болдирєв Іван Сергійович
- Болдін Валерій Іванович
- Бремкаускас Йозас Стасіо
- Бузгалін Олександр Володимирович
- Бунич Павло Григорович
- Бурденко Октябр Осипович
- Бурокявічюс Міколас Мартинович
- Бухарков Георгій Олександрович
- Бухтін Олександр Миколайович
- Василой Петро Георгійович
- Вашурін Володимир Олексійович
- Вилегжанін Володимир Аркадійович
- Висоцький Лев Ілліч
- Вишневецький Олександр Миколайович
- Вільчинський Володимир Тадейович
- Власов Олександр Володимирович
- Волков Павло Валентинович
- Володін Микола Андрійович
- Волошин Сергій Лаврентійович
- Вольський Аркадій Іванович
- Воробйова Тамара Олександрівна
- Воронцов Олександр Володимирович
- Вощенко Валентин Васильович
- Гайворонський Валентин Олексійович
- Галазов Ахсарбек Хаджимурзайович
- Галкін Лев Володимирович
- Галкін Олександр Павлович
- Гарін Юрій Павлович
- Гаркуша Віталій Степанович
- Гасанов Гасан Азіз оглы
- Гельман Олександр Ісаакович
- Геращенко Віктор Володимирович
- Гідаспов Борис Веніамінович
- Гіренко Андрій Миколайович
- Горбачов Михайло Сергійович
- Горбунов Ігор Олексійович
- Горюшкін Сергій Іванович
- Горячев Юрій Фролович
- Граховський Олександр Адамович
- Грачов Андрій Серафимович
- Григор'єв Володимир Вікторович
- Григор'єв Оверкій Кир'янович
- Громогласов Анатолій Іванович
- Грушко Віктор Федорович
- Губенко Микола Миколайович
- Гумбарідзе Гіві Григорович
- Гуренко Станіслав Іванович
- Гусєв Олександр Олександрович
- Гусєльотов Борис Павлович
- Гуцу Іван Тимофійович
- Давлетова Людмила Єльматівна
- Дегтярьов Олександр Якимович
- Денисов Анатолій Олексійович
- Денисов Ігор Миколайович
- Деркач Федір Трохимович
- Дерябін Геннадій Іванович
- Джалілов Афіяддін Джаліл огли
- Джумагулов Апас
- Дзасохов Олександр Сергійович
- Дишлевич Людмила Інокентіївна
- Діманс Сергій Леонідович
- Дмуха Микола Миколайович
- Долголюк Олександр Антонович
- Долматова Людмила Вікторівна
- Донських Віктор Васильович
- Дорошенко Володимир Григорович
- Дошков Микола Олександрович
- Дьомін Віктор Якович
- Дьяков Іван Миколайович
- Дьяченко Володимир Валентинович
- Євтєєв Олександр Іванович
- Єжов Володимир Михайлович
- Єремей Григорій Ісидорович
- Єфимов Анатолій Степанович
- Єфимов Микола Іванович
- Жиганов Петро Олексійович
- Журкін Віталій Володимирович
- Завгаєв Доку Гапурович
- Задоріна Єлизавета Олександрівна
- Задоя Микола Кузьмич
- Заплітний Василь Дмитрович
- Захаров Сергій Олексійович
- Зеленовський Анатолій Антонович
- Земцов Володимир Іванович
- Зубков Борис Федорович
- Зюкін Володимир Михайлович
- Ібрагімов Гусейн Рустам огли
- Іванов Станіслав Миколайович
- Івашко Володимир Антонович
- Ілурідзе Наргіза Йосифівна
- Ільєнков Олександр Іванович
- Ільїн Олексій Миколайович
- Іскалієв Нажамеден
- Ісмаїлов Тофік Кязим огли
- Кадирбекова Айгуль Кубентаївна
- Кадирова Каромат Заїдівна
- Кадочников Володимир Дмитрович
- Какабаєв Халмамед
- Калашников Володимир Валер'янович
- Калдибаєв Кабдилда Момунович
- Калита Юрій Петрович
- Калимов Жоламан
- Калієв Зарлик
- Калінін Сергій Олександрович
- Калініна Олена Іванівна
- Камай Олексій Степанович
- Капуцький Федір Миколайович
- Караманов Узакбай
- Карімов Іслам Абдуганійович
- Карпов Володимир Васильович
- Карпов Володимир Ілліч
- Карунін Геннадій Лаврентійович
- Кебіч В'ячеслав Францович
- Кіршин Євген Васильович
- Кибирєв Борис Григорович
- Кир'янов Микола Якович
- Ковальов Сергій Олександрович
- Коков Валерій Мухамедович
- Колесникова Наталія Вікторівна
- Колініченко Анатолій Федорович
- Колпаков Серафим Васильович
- Коміссаров Калью Йоханнесович
- Коптюг Валентин Панасович
- Корнійчук Ігор Володимирович
- Кочеков Аллаберди
- Кравченко Леонід Петрович
- Кравчук Леонід Макарович
- Красницький Євген Сергійович
- Кривощапов Віталій Михайлович
- Крилова Зоя Петрівна
- Кручина Микола Юхимович
- Крючков Володимир Олександрович
- Кузнецов Юрій Володимирович
- Кулешов Олексій Антонович
- Куликов Валерій Семенович
- Купцов Валентин Олександрович
- Курдов Узакмамед
- Куриляк Іван Михайлович
- Лавьоров Микола Павлович
- Лавренов Юрій Володимирович
- Лавров Геннадій Миколайович
- Лаціс Отто Рудольфович
- Леонов Василь Севастянович
- Леонтьєв Анатолій Павлович
- Леонченко Михайло Вікторович
- Литвинцев Юрій Іванович
- Литвяк Олександр Миколайович
- Литовченко Олексій Потапович
- Лієпнієце Елеонора Станіславівна
- Лобов Олег Іванович
- Лобовський Володимир Іванович
- Лугова Наталія Леонівна
- Лук'яненко Володимир Матвійович
- Лук'янов Анатолій Іванович
- Лутицький Леонід Дмитрович
- Лучинський Петро Кирилович
- Лякішев Володимир Олексійович
- Лях Броніслав Михайлович
- Макаров Борис Миколайович
- Малашенко Михайло Іванович
- Малофеєв Анатолій Олександрович
- Мальков Микола Іванович
- Мальковський Володимир Сергійович
- Мальцев Олександр Миколайович
- Мамарасулов Саліджан
- Манаєнков Юрій Олексійович
- Маренков Олексій Костянтинович
- Маркар'янц Володимир Суренович
- Мартинов Владлен Аркадійович
- Мартінс Володимир Іванович
- Марчук Гурій Іванович
- Масалієв Абсамат Масалійович
- Маслюков Юрій Дмитрович
- Масол Віталій Андрійович
- Махкамов Кахар Махкамович
- Машков Анатолій Андрійович
- Медведєв Рой Олександрович
- Медведєв Святослав Олександрович
- Мелікова Максума Фазіль кизи
- Мельников Іван Іванович
- Мельников Павло Макарович
- Миронов Євген Васильович
- Михайлов Олександр Павлович
- Мірсаїдов Шукурулла Рахматович
- Мкртумян Юрій Ісраєлович
- Мкртчян Левон Микитович
- Мовсесян Володимир Мігранович
- Мойсєєв Микола Андрійович
- Мойсєєв Михайло Олексійович
- Моркунас Адольфас Каролісович
- Москаленко Петро Петрович
- Муренін Костянтин Платонович
- Мусаєв Володимир Гіясітдінович
- Муталібов Аяз Ніязі огли
- Муха Віталій Петрович
- М'ялиця Анатолій Костянтинович
- Назарбаєв Нурсултан Абішевич
- Назлуханян Віктор Арамаїсович
- Накаїдзе Нодарі Мікаїлович
- Нанобашвілі Шалва Васильович
- Негматуллаєв Сабіт Хабібуллайович
- Ненашев Михайло Федорович
- Нетривайло Віктор Григорович
- Нефьодов Олег Матвійович
- Нехаєвський Аркадій Петрович
- Нікіфоров Леонард Львович
- Ніколаєв Костянтин Анатолійович
- Ніязов Сапармурат Атаєвич
- Новожилов Генріх Васильович
- Огарков Микола Васильович
- Олійник Борис Ілліч
- Олексенко Юрій Анатолійович
- Онищенко Анатолій Ілліч
- Оразмухамедова Еже
- Осмінін Станіслав Олександрович
- Павлов Валентин Сергійович
- Павшенцев Олександр Юрійович
- Панін Василь Іванович
- Парубок Омелян Никонович
- Патон Борис Євгенович
- Пахомов Юрій Миколайович
- Перов Віталій Іванович
- Пєсков Юрій Олександрович
- Пірназаров Заріпбай
- Платонов Володимир Петрович
- Платонов Юрій Павлович
- Плеханов Олександр Миколайович
- Плютинський Володимир Антонович
- Погосян Степан Карапетович
- Подольський Євген Михайлович
- Полозков Іван Кузьмич
- Поляничко Віктор Петрович
- Поморов Олександр Андріанович
- Пономарьов Олексій Пилипович
- Посібеєв Григорій Андрійович
- Постольников Іван Полікарпович
- Потапов Леонід Васильович
- Пригарін Олексій Олексійович
- Прокоф'єв Юрій Анатолійович
- Проскурін Олександр Петрович
- Прудніков Віктор Олексійович
- Пулодов Рістам
- Пупкевич Тадеуш Карлович
- Райлян Олександр Максимович
- Рзаєва Тамілла Наріман кизи
- Рижков Микола Іванович
- Римашевський Володимир Францович
- Романенко Митрофан Іванович
- Рубікс Альфред Петрович
- Рузиєв Руйітдін
- Русаков Юрій Романович
- Рябов Віктор Васильович
- Рязанов Володимир Михайлович
- Савіна Раїса Іванівна
- Савченко Валентина Федорівна
- Салахітдінов Махмуд
- Салахов Таїр Теймур огли
- Салімов Тургунбай Костайович
- Сангелі Андрій Миколайович
- Сапожников Микола Іванович
- Саргсян Таджат Гегамович
- Сахарова Ганна Георгіївна
- Сачко Галина Володимирівна
- Секретарюк В'ячеслав Васильович
- Селезньов Геннадій Миколайович
- Семенов Володимир Магомедович
- Семенов Володимир Михайлович
- Семенов Юрій Павлович
- Семенова Галина Володимирівна
- Сергєєв Олексій Олексійович
- Сержантович Стефанія Стефанівна
- Сигедін Віталій Миколайович
- Силаєв Іван Степанович
- Сілларі Енн-Арно Аугустович
- Сітарян Степан Арамаїсович
- Скрипников Микола Сергійович
- Смирнов Геннадій Олексійович
- Снігач Андрій Прокопович
- Соколов Єфрем Овсійович
- Соколов Олександр Миколайович
- Соколов Олександр Сергійович
- Сопиєв Муратберди
- Стародубцев Василь Олександрович
- Стехов Василь Іванович
- Столяров Микола Сергійович
- Сторожук Анатолій Васильович
- Стрижак Георгій Юрійович
- Строганов Ігор Іванович
- Строєв Єгор Семенович
- Сударенков Валерій Васильович
- Султангазін Умірзак Махмутович
- Сурков Михайло Семенович
- Сухов Сергій Олексійович
- Татаркін Олександр Іванович
- Тацій Василь Якович
- Тепленічев Олександр Іванович
- Терещенко Сергій Олександрович
- Тищенко Василь Іванович
- Толяутас Стяпонас Ляонович
- Тургунова Гулчехра
- Турлубаєв Халіжан Аубакірович
- Тусупов Ільяш Ніязбекович
- Ульянов Михайло Олександрович
- Фалін Валентин Михайлович
- Федоренко Анатолій Михайлович
- Федоров Володимир Григорович
- Федулова Алевтина Василівна
- Федянін Микола Дмитрович
- Фокін Вітольд Павлович
- Фомін Іван Миколайович
- Фролов Іван Тимофійович
- Хайоєв Ізатулло Хайоєвич
- Харченко Григорій Петрович
- Хасенов Шайдулла Сунгатович
- Хахва Тенгіз Сулейманович
- Хватов Геннадій Олександрович
- Хім'як В'ячеслав Антонович
- Хішба Володимир Пилипович
- Хильченко Євген Степанович
- Хитрун Леонід Іванович
- Худоназаров Давлатназар
- Цой Володимир Васильович
- Цховребашвілі Валнін Володимирович
- Чаліков Василь Костянтинович
- Чаусов Олексій Єгорович
- Чепелєв Микола Михайлович
- Чернов Микола Михайлович
- Черних Петро Данилович
- Чертищев Володимир Сергійович
- Чикін Валентин Васильович
- Чітанава Нодарі Амвросійович
- Чолокуа Раїса Махаїдівна
- Шабанов Іван Михайлович
- Шаєва Розія Шаріпівна
- Шаззо Алій Махмудович
- Шаймієв Мінтімєр Шаріпович
- Шапошников Євген Іванович
- Шарін Павло Петрович
- Шаталін Станіслав Сергійович
- Шаталін Юрій Васильович
- Шаухаманов Сеїлбек
- Шахновський Олександр Володимирович
- Швед Владислав Миколайович
- Швецова Людмила Іванівна
- Шеварднадзе Едуард Амвросійович
- Шенін Олег Семенович
- Ширшин Григорій Чоодуйович
- Шляга Микола Іванович
- Шукайлов Леонід Федорович
- Шумаков Володимир Андрійович
- Щербаков Володимир Іванович
- Ягодін Геннадій Олексійович
- Ядгаров Дамір Саліхович
- Язов Дмитро Тимофійович
- Яковлєв Веніамін Федорович
- Яковлєв Сергій Павлович
- Янаєв Геннадій Іванович
- Яременко Юрій Васильович
- Яркін Євген Іванович
- Аманбаєв Джумгалбек Бексултанович (дообраний 25.04.1991)

### Члени Центральної Контрольної Комісії КПРС
- Абасов Мітат Теймур огли
- Абдуллаєв Кенжа
- Абраменко Галина Хазбечирівна
- Аксентьєв Микола Лукич
- Алексєєв Артур Миколайович
- Алламурадов Бурі Алламурадович
- Амуров Джаманкул Тамерланович
- Ананян Джемма Гургенівна
- Андрєєв Віталій Сергійович
- Антонов Володимир Олексійович
- Аргунова Євдокія Федорівна
- Архипов Юрій Васильович
- Атаджанов Аліхан Рахматович
- Атаєв Хасан
- Ахмедов Хан
- Бабаєв Агаджан Гельдийович
- Бахтадзе Михайло Отарович
- Бєліченко Алла Миколаївна
- Бєлоусов Валентин Сергійович
- Бєляєв Олексій Михайлович
- Бібілов В'ячеслав Малакійович
- Боков Тимофій Анатолійович
- Борачек Ніна Миколаївна
- Бурачук Іван Михайлович
- Васін Володимир Михайлович
- Верещак Аркадій Григорович
- Веселков Геннадій Гаврилович
- Вовчемис Василь Іванович
- Волосевич Марія Самуїлівна
- Вощинін Микола Миколайович
- Гоїбназарова Соябегім
- Грієнко Олександр Іванович
- Громов Геннадій Дмитрович
- Гусинський Олександр Володимирович
- Даукшис Себастьян-Валентин Болеславович
- Дашкевич Йосип Йосипович
- Дийканбаєва Токтобюбю Саякбаївна
- Дригін Борис Аркадійович
- Дробишев Михайло Михайлович
- Дуйшеєв Есенбек
- Євстіфєєв Володимир Олексійович
- Єгоров Лев Миколайович
- Єлизар'єв Віталій Миколайович
- Єлисєєв Євген Олександрович
- Єрмак Віктор Павлович
- Желтяков Василь Тихонович
- Жуйков Олександр Михайлович
- Жукова Ніна Федотівна
- Загайнов Герман Іванович
- Заплавна Тамара Олександрівна
- Золотарьов Євген Михайлович
- Зумакулов Борис Мустафайович
- Івасюк Микола Микитович
- Іващенко Віктор Олександрович
- Ізбасханов Килишбек Сатилганович
- Ісмухамбетова Жауарія Тастемирівна
- Ісраїлов Фуркат Артикбайович
- Йожиков-Бабаханов Євген Георгійович
- Кадира Анатолій Гаврилович
- Кадиров Рафік Саттарович
- Калініна Наталія Іванівна
- Калініченко Ілля Якович
- Кафарова Ельміра Мікаїл кизи
- Кемельбаєв Какімжан Касимович
- Керейкулов Жилкийбек
- Кистаубаєва Азія
- Клауцен Арнольд Петрович
- Клішин Володимир Петрович
- Клюєв Олексій Миколайович
- Князєв Микола Трифонович
- Ковальов Борис Максимович
- Кодін Михайло Іванович
- Колініченко Олексій Миколайович
- Колпикова Олександра Степанівна
- Копирнов Борис Мойсейович
- Корабльов Микола Миколайович
- Корнєєв Леонід Едуардович
- Коробань Сергій Борисович
- Корпачов Валентин Гаврилович
- Костріца Леонід Юхимович
- Кочетков Павло Михайлович
- Краснов Петро Максимович
- Круценко Василь Якович
- Кубілюс Костянтин Мотійович
- Кудрявцев Іван Сергійович
- Курзанов Микола Іванович
- Кухар Валерій Павлович
- Ладигін Валерій Іванович
- Лебедєв Євген Миколайович
- Левченко Микола Іванович
- Литвинов Михайло Георгійович
- Ломакін Валентин Вікторович
- Лупачов Іван Костянтинович
- Марковський Володимир Олександрович
- Матузова Галина Євстахіївна
- Махов Євген Миколайович
- Мєняйлов Микола Іванович
- Мєщеряков Геннадій Федорович
- Міргазямов Марат Парісович
- Мішагін Геннадій Костянтинович
- Мнацаканян Альберт Арменакович
- Мокляк Микола Андрійович
- Муратов Курбанбай
- Наумов Віктор Тимофійович
- Наумчик Анатолій Тимофійович
- Нестеренко Сергій Михайлович
- Нестеренко Тетяна Федорівна
- Нестеровський Станіслав Борисович
- Осаволюк Анатолій Володимирович
- Осипов Веніамін Саватійович
- Осипов Олег Петрович
- Петренко Сергій Володимирович
- Петрович Михайло Миколайович
- Пуго Борис Карлович
- Пучков В'ячеслав Олександрович
- Радугін Олександр Львович
- Раков Василь Васильович
- Ружицький Олександр Антонович
- Савкін Олександр Семенович
- Савченко Анатолій Петрович
- Сазанов Володимир Олександрович
- Саликов Талгат Кашенович
- Санчуковський Олександр Олександрович
- Сапачов Володимир Платонович
- Свєколкін Володимир Валентинович
- Селезньов Микола Юрійович
- Середа Петро Іванович
- Сєрокуров Сергій Леонідович
- Симагін Володимир Васильович
- Смирнов Євген Леонідович
- Смирнова Тетяна Ісаківна
- Соловйов Микола Миколайович
- Сотников Євген Дем'янович
- Стельмах Юрій Васильович
- Стрельников Володимир Олександрович
- Сунгатуллін Равіль Амінович
- Сухецький Петро Петрович
- Табунщик Георгій Дмитрович
- Талалаєв Дмитро Гаврилович
- Титов Альберт Тимофійович
- Тодоров Петро Прокопович
- Третяков Валентин Єгорович
- Третяков В'ячеслав Петрович
- Трокай Віктор Миколайович
- Умаров Акмаль Нарзийович
- Фейзуллаєв Рафік Бабаш огли
- Фірсова Ніна Петрівна
- Харитонов Сергій Олексійович
- Хатамов Набіжан
- Ходжаніязова Гуляра Джуманіязівна
- Цехановський Олександр Сергійович
- Цибікжапова Лідія Даржаївна
- Цурцумія Назіброла Карлоївна
- Чартаєв Магомед Абакарович
- Чекотовський Марат Адамович
- Черняк Іван Іванович
- Чуйков Володимир Трохимович
- Чумудов Володимир Гатцайович
- Шадиєв Шавкат Курбанович
- Шевченко Віктор Миколайович
- Шелестов Анатолій Васильович
- Шеров Шеруядін Кодіркулович
- Шикунов Михайло Іванович
- Шурчанов Валентин Сергійович
- Юлдашев Шавкат Мухітдінович